# Marxheim
Marxheim là một đô thị ở huyện Donau-Ries trong bang Bayern nước Đức. Đô thị Marxheim có diện tích 46,46 km².